# Joseph Roß
Joseph Roß (* 20. April 1836 in Ochsenfurt; † 5. November 1923 in Würzburg) war Domänenverwalter und Mitglied des Deutschen Reichstags.

## Leben
Roß besuchte von 1845 bis 1853 die Lateinschule und das Gymnasium in Würzburg und von 1853 bis 1857 die dortige Universität, um Rechts- und Staatswissenschaften zu studieren. Danach absolvierte er die juristische Praxis beim Landgericht Arnstein und Würzburg sowie in Advokatur und Notariat in Würzburg. Ab 1871 war er Erster Domänialbeamter mit dem Titel Hofrat im Dienste des Grafen Carl von Schönburg-Forderglauchau in Glauchau und ab 1879 Friedensrichter in Glauchau.
Von 1884 bis 1890 war er Mitglied des Deutschen Reichstags als Abgeordneter für den Wahlkreis Unterfranken 6 (Würzburg) und die Deutsche Zentrumspartei.